# Pierpaolo De Negri
Pierpaolo De Negri (Genova, 5 giugno 1986) è un ex ciclista su strada italiano, professionista dal 2010 al 2018, sospeso per doping dal febbraio 2018 al 6 febbraio 2022.

## Carriera
De Negri gareggia nella categoria dilettanti Elite/Under-23 dal 2005 al 2009, prima con la Palazzago e poi, nelle restanti tre annate, con la Finauto/Lucchini; in cinque stagioni ottiene dodici successi, tra cui quello nel Giro del Casentino 2008 ex aequo con Simone Ponzi.
Passa professionista nel 2010 con la ISD-Neri di Luca Scinto, direttore sportivo sotto la cui guida, tra le file della Finauto/Lucchini, già aveva corso dal 2007 al 2009. Nel 2012 partecipa per la prima volta al Giro d'Italia, e nello stesso anno ottiene la prima vittoria da professionista, aggiudicandosi in volata il Trofeo Matteotti a Pescara. Nella stagione seguente conquista una frazione e la classifica a punti al Tour of Japan. All'inizio del 2014 si trasferisce alla Vini Fantini-Nippo, squadra con cui durante l'anno vince una tappa al Circuit des Ardennes e una al Tour of Japan; nel 2015 partecipa per la seconda volta in carriera al Giro d'Italia e ottiene un altro successo individuale, in una tappa del Giro di Slovenia.
Per la stagione 2018, dopo la scadenza del contratto con la Nippo, viene tesserato dalla nuova formazione Continental MsTina-Focus diretta da Stefano Giuliani. L'8 febbraio 2018 viene però comunicata la sua non negatività a steroidi anabolizzanti androgeni durante un controllo del 21 dicembre 2017: in attesa delle controanalisi viene inserito dall'UCI nella lista dei corridori provvisoriamente sospesi. Il 5 novembre 2019 viene ufficialmente squalificato per quattro anni dall'UCI per violazione dei regolamenti antidoping; la squalifica, retroattiva, ha scadenza in data 6 febbraio 2022.

## Palmarès
- 2006 (Palazzago-Saclà-Maiet, una vittoria)[4]

Gran Premio Agostano
- 2007 (Finauto-Neri-Lucchini-Zoccorinese, una vittoria)[4]

Trofeo Martiri del 4 luglio
- 2008 (Lucchini-Neri-Nuova Comauto, sei vittorie)[4]

Gran Premio Firenze-Empoli
Coppa Capannolese
Giro del Valdarno
Trofeo Alvaro Bacci
Gran Premio Somma
Giro del Casentino
- 2009 (Neri Sottoli-Nuova Comauto, quattro vittorie)[4]

Gran Premio La Torre
Coppa Giulio Burci
Coppa Caduti-Puglia di Arezzo
Coppa Cicogna
- 2012 (Farnese Vini-Selle Italia, una vittoria)

Trofeo Matteotti
- 2013 (Vini Fantini-Selle Italia, una vittoria)

3ª tappa Tour of Japan (Minamishinshu > Minamishinshu)
- 2014 (Vini Fantini-Nippo, due vittorie)

1ª tappa Circuit des Ardennes (Vouziers > Vouziers)
3ª tappa Tour of Japan (Minamishinshu > Minamishinshu)
- 2015 (Nippo-Vini Fantini, una vittoria)

2ª tappa Giro di Slovenia (Škofja Loka > Kočevje)

## Altri successi
- 2013 (Vini Fantini-Selle Italia)

Classifica a punti Tour of Japan

## Piazzamenti

### Grandi Giri
- Giro d'Italia

2012: 120º
2015: 108º

### Classiche monumento
- Milano-Sanremo

2012: 102º
2017: 86º
- Giro delle Fiandre

2012: ritirato
2013: ritirato
- Giro di Lombardia

2012: ritirato
2015: 93º
2016: ritirato
2017: 95º